# Indocina francese
L'Indocina francese (Indochine française), ufficialmente Unione indocinese (Union indochinoise) tra il 1887 e il 1941, poi Federazione indocinese (Fédération indochinoise) tra il 1941 e il 1954, fu una colonia francese che riuniva il Tonchino, l'Annam, la Cocincina (regioni che costituiscono l'odierno Vietnam), i territori che formano oggi il Laos e la Cambogia, nonché l'exclave di Kwangchowan in Cina.
Spesso viene chiamata semplicemente "Indocina", creando così confusione con la nozione geografica di Indocina (o penisola indocinese), che comprende invece tutti i paesi situati tra l'India e la Cina, ossia anche la Birmania, il Siam ed una parte della Malaysia.
Il Siam, divenuto Thailandia nel 1939, era uno stato cuscinetto tra l'Indocina francese, che andava dal Siam al Mar Cinese Meridionale, e l'Indocina britannica, che era formata dai territori dell'attuale Birmania e da alcuni possedimenti nella penisola malese.

## Storia
I primi missionari cattolici di nazionalità portoghese, spagnola, italiana e francese misero piede in Indocina nel XVII secolo. Erano in gran parte gesuiti, come Alexandre de Rhodes (1591-1660), autore del primo sistema di romanizzazione della lingua vietnamita, il quốc ngữ. I colonizzatori francesi favorirono la diffusione del quốc ngữ, a scapito di altri sistemi di trascrizione del vietnamita (come il chữ nho e chữ nôm, derivati dai caratteri cinesi degli han), con la precisa intenzione di ridurre l'influenza della cultura cinese e soprattutto dei letterati, all'epoca duramente contrari al Protettorato. I nazionalisti non tardarono a intuire che quello stesso strumento poteva favorire la loro causa, perché era più facile da apprendere, poteva veicolare con più facilità il moto di rinnovamento della cultura vietnamita e rappresentare un fattore unificante per popolazioni che finora si erano guardate con diffidenza.
Gli interessi economici francesi (sfruttamento delle risorse naturali comprendenti tè, caffè, carbone, caucciù) diedero grande impulso alla conquista dell'Indocina, dato che i membri della Camera di commercio di Marsiglia avevano intenzione di "fare di Saigon una nuova Singapore", che a quel tempo era una colonia britannica. Affaristi repubblicani opportunisti, quali Léon Gambetta e Jules Ferry, per i quali la colonizzazione avrebbe risolto la crisi degli sbocchi industriali, consideravano inoltre il Tonchino un trampolino verso l'immenso mercato cinese. A quel tempo, mercanti grandi gruppi industriali e finanziari (Fives-Lille, société des Batignolles, Comptoir national d'escompte, Société générale, Crédit Lyonnais, Paribas) desideravano ritagliarsi una sfera di influenza in Cina.
La decisione di Napoleone III di invadere il Vietnam (luglio 1857) fu dunque in larga parte una conseguenza del consolidamento del capitalismo francese e in particolare del suo bisogno di mercati di sbocco.

### Le conquiste in Cambogia e Vietnam
Nel XIX secolo, alla vigilia dell'intervento francese, il Vietnam era un impero capeggiato dai sovrani della dinastia Nguyễn e il suo territorio si estendeva lungo la costa orientale della penisola indocinese, dal delta del Mekong a quello del fiume Rosso. I vicini regni laotiani di Vientiane, Luang Prabang e Champasak alla fine del XVIII secolo erano stati annessi o resi vassalli dal Regno di Thonburi dei siamesi, che nel 1782 era diventato il Regno di Rattanakosin.
Il Regno Khmer era entrato fin dal XVII secolo in un periodo di decadenza, dominato alternativamente dal Vietnam e dal Siam, dei quali era tributario. La politica espansionistica di questi due regni provocò due rivolte del popolo cambogiano nel 1845, che portarono l'anno successivo alla firma di un trattato di pace con cui Siam e Vietnam si spartirono la suzeraineité sul Paese, costretto a pagare tributi a entrambi.
Il re di Cambogia Ang Duong chiese in seguito l'intervento della Francia, presente nella regione con interessi commerciali e missioni cattoliche nella vicina Cocincina e interessata ad assumere il controllo nella zona del delta del Mekong. I negoziati che seguirono giunsero a un punto morto. Nel 1858 ebbe inizio la colonizzazione francese del Vietnam e, alla morte di Ang Duong, nel 1860 il figlio e successore Norodom fu costretto da una rivolta a lasciare Oudong (dal 1616 capitale del regno) e in seguito dovette rifugiarsi a Bangkok. Fece rientra a Oudong nel 1862 con l'aiuto dei siamesi nel periodo in cui i vietnamiti erano in crisi per l'espansione francese, e il governo di Bangkok approfittò per riprendere il totale controllo della Cambogia.
I francesi avevano continuato a tenere i contatti con il governo di Oudong e - per sottrarsi definitivamente al dominio siamese - il 1º agosto 1863 re Norodom firmò il trattato che assegnò ai francesi il protettorato sul Paese (Protectorat du Cambodge). I siamesi furono comunque in grado di mantenere il controllo sulle province occidentali cambogiane, che avrebbero finito per cedere ai francesi nel 1907. Norodom mantenne una buona autonomia fino al 1884, quando un nuovo trattato consentì agli europei di assumere il controllo dell'amministrazione e di intraprendere una serie di radicali riforme per aprire i commerci con l'Occidente.
I primi interventi militari francesi nel sud del Vietnam risalgono al 1858 (campagna di Cocincina), all'epoca del Secondo Impero (1852-1871), con il pretesto della protezione dei missionari cattolici nelle comunità chrétiennes, fondate nella zona dopo il XVII secolo. Dopo essersi procurati il controllo dell'intera Cocincina nel 1867, a partire dal 1872 iniziarono gli attacchi contro il resto del Paese. Nel giugno 1883 le truppe di Parigi intrapresero la conquista del nord con la campagna del Tonchino. Il 20 agosto successivo sconfissero i vietnamiti nella battaglia di Thuận An, alle porte di Huế, e imposero alla corte vietnamita il trattato di Huế, con cui furono istituiti i protettorati su Annam e Tonchino (Protectorat d'Annam e [Protectorat du Tonkin). I cinesi da lungo tempo avevano la suzeraineté sul Vietnam e tentarono di impedire la conquista francese; nell'agosto 1884 scoppiò la guerra franco-cinese, conclusasi nell'aprile 1885 con la vittoria dei francesi, che ottennero così pieno controllo del Vietnam.
I siamesi furono allarmati dalla pressione risultante sul vicino Regno di Luang Prabang, sotto il loro controllo dalla fine del XVIII secolo, e nel 1886 occuparono le mường dei thái nel nord-ovest del Vietnam per stabilire confini a loro favorevoli. Le mường furono riunite nella confederazione indipendente Sip Song Chu Tai ('dodici principati tai'), ma nel 1888 i francesi cacciarono i siamesi ed occuparono a loro volta la zona facendone un protettorato autonomo chiamato Pays Taï.

### L'Unione indocinese e la conquista del Laos
La nuova colonia venutasi a creare fu battezzata Unione indocinese nel 1887, sotto la Terza repubblica (1870-1940). Comprendeva i protettorati di Cambogia, Cocincina, Annam e Tonchino.
Negli anni successivi l'attenzione dei francesi fu rivolta alla conquista dei territori laotiani, che erano in mano ai siamesi. Iniziarono ad esercitare una forte pressione che si risolse nella vittoriosa guerra franco-siamese del 1893, con la quale i siamesi cedettero tutti i territori laotiani sulla riva orientale del Mekong che facevano parte dei regni di Vientiane (annesso al Siam alcuni decenni prima), di Luang Prabang e di Champasak, tributari del Siam. Nei quindici anni successivi, una serie di trattati imposti dai francesi costrinse i siamesi a cedere anche le province occidentali cambogiane e ampi territori ad ovest del Mekong, quelli nel nord di pertinenza del regno di Luang Prabang e quelli nel sud del regno di Champasak.
Nell'ambito dell'espansione verso i territori laotiani si può inserire anche la vicenda del regno di Sedang, fondato nel 1888 da un avventuriero francese, Marie-Charles David de Mayrena, che era giunto nella provincia di Kon Tum su richiesta non ufficiale del governatore della Cocincina Charles Le Myre de Vilers. Il regno, formato dalla confederazione delle tribù dei Sedang, Bahnar e Rengao, venne annesso all'Indocina francese nel 1890.
Nel 1897, con le ultime sacche di resistenza ormai spazzate, i Francesi poterono dedicarsi sistematicamente al riordino del proprio dominio coloniale in Indocina, con la centralizzazione dell'amministrazione e l'introduzione di corvé in capo ai villaggi. Nel Paese potevano circolare solo merci vietnamite e francesi. Attraverso bonifiche ed espropri si formarono vasti latifondi per la coltivazione e l'esportazione di riso e caucciù.

### Il Vietnam allo scoppio della Grande guerra
Fino allo scoppio della prima guerra mondiale, la società vietnamita sperimentò profonde trasformazioni: la rete delle infrastrutture crebbe e il sistema scolastico fu riorganizzato sul modello francese, mentre le comunità agricole tradizionali, che per lo più consideravano il suolo una proprietà indivisa, andavano sparendo in favore di nuove élite. Se in parte le campagne ancora oscillavano fra tradizione confuciana e buddhista, da un lato, e il modello occidentale e capitalistico, dall'altro, la popolazione urbana accolse progressivamente la cultura francese e il cattolicesimo.
Fu proprio nell'élite colta degli ambienti urbani che iniziò a manifestarsi un'opposizione al dominio coloniale: particolare impressione destarono la Rivoluzione Xinhai del 1911 in Cina (che determinò l'abdicazione dell'imperatore Pu Yi e la formazione della nuova Repubblica di Cina), i moti di Pechino del 1919, gli scioperi di Hongkong del 1922 e di Shanghai del 1925. Altrettanto importante per la formazione di una sensibilità patriottica in Vietnam fu l'afflato anti-imperialista della Rivoluzione d'ottobre del 1917 in Russia.
Reparti indocinesi parteciparono alla prima guerra mondiale, combattendo in particolare nella battaglia della Somme.

### I moti del 1930

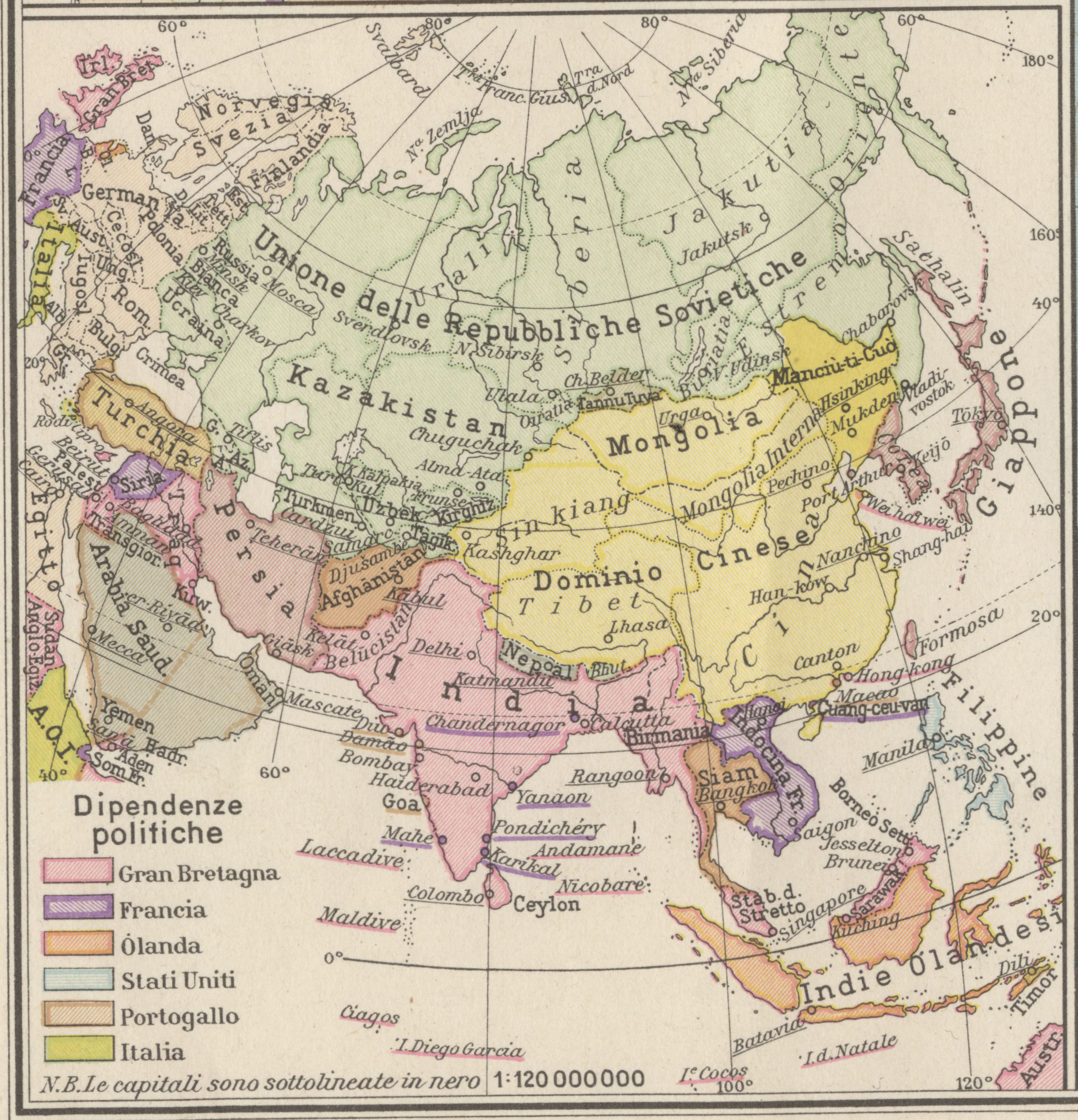
Mappa politica dell'Asia nel 1937

Con la Grande depressione (1929) giunse il picco della crisi generale del capitalismo. La crisi nei paesi coloniali fu ancora più grave che in Europa e negli USA: le economie delle colonie si fondavano sull'esportazione di materie prime estremamente sensibili alle fluttuazioni dei prezzi e la caduta del prezzo del riso, ad esempio, comportava la rovina dei contadini, senza alcun tipo di ammortizzatore sociale, ma toccava anche gli operai, i piccoli funzionari, gli impiegati e, infine, anche i grandi proprietari e i commercianti. La crisi economica saldò dunque le rivendicazioni di diversi strati della popolazione. A partire dal 1930, si scatenarono in Indocina una lunga serie di rivolte e scioperi: duramente represse, queste proteste continuarono in tono minore, per poi riesplodere con la guerra del Pacifico (1941-1945).

### La seconda guerra mondiale
Le crescenti aspirazioni imperialiste e il nazionalismo che stavano scuotendo l'Impero giapponese portarono il governo di Tokyo ad intraprendere la seconda guerra sino-giapponese nel 1937. Dopo una serie iniziale di travolgenti successi, i giapponesi si trovarono bloccati anche in conseguenza degli aiuti internazionali alla Cina di Chiang Kai-shek. Una delle priorità giapponesi fu quella di bloccare i rifornimenti di armi ed altri generi di necessità al Kuomintang. È stato stimato che, fino al giugno del 1940, dal porto vietnamita di Haiphong gli statunitensi avessero inviato in Cina circa 10 tonnellate di aiuti ogni mese. Nel settembre del 1939 scoppiò la seconda guerra mondiale e nel giugno 1940, dopo aver portato a termine l'invasione della Francia, i tedeschi imposero ai francesi la formazione del governo collaborazionista di Vichy.
I giapponesi approfittarono della capitolazione della Francia e nel settembre del 1940 occuparono il nord dell'Indocina francese, costringendo Vichy a concedere all'Esercito imperiale l'uso di tre basi aeree del Tonchino e il passaggio di truppe. Furono così in grado di garantirsi l'interruzione degli aiuti degli Stati Uniti alla Repubblica cinese, che venivano inviati con la ferrovia dalla stazione di Haiphong, principale porto del Vietnam settentrionale, a quella di Kunming, nella provincia cinese sud-occidentale dello Yunnan.
Insediatisi inizialmente nel solo Tonchino, i giapponesi invasero anche il sud dell'Indocina francese nel luglio del 1941. Fu la base di partenza per l'invasione di Thailandia, Malaysia e Birmania allo scoppio della guerra del Pacifico, nel dicembre 1941. L'occupazione si sarebbe protratta fino alla fine del conflitto. A fronte della crisi delle Potenze dell'Asse e la liberazione di Parigi (agosto 1944), nel marzo del 1945 i giapponesi inasprirono l'occupazione, disarmando i francesi e costringendo i sovrani indocinesi a proclamare l'indipendenza del proprio Paese dalla Francia, sotto protettorato giapponese. Alla fine della guerra i giapponesi si ritirarono e i francesi ripresero possesso delle colonie, ma nella regione ebbero luogo sollevazioni che culminarono nella guerra d'Indocina.

### La perdita delle colonie
La conferenza di Potsdam stabilì che l'Indocina francese fosse occupata a nord del 16º parallelo dai cinesi e a sud dai britannici, che a metà settembre sbarcarono a Saigon. Il 5 ottobre 1945 arrivarono a Saigon anche le prime truppe francesi al comando del generale Philippe Leclerc de Hauteclocque, e l'ammiraglio Georges Thierry d'Argenlieu fu nominato Alto Commissario dell'Indocina francese. Subito dopo gli anglo-americani restituirono i poteri ai militari francesi, che si misero all'opera per ristabilire la colonia e pacificare le popolazioni indocinesi.

#### Cambogia
In Cambogia, fu fondata un'effimera Repubblica al ritiro dei giapponesi, sostenuta prevalentemente dai nazionalisti, che si arrese in ottobre al ritorno dei francesi. Alcuni dei patrioti che l'avevano fondata si rifugiarono ai confini con la Thailandia confluendo nel Khmer Issarak. Il movimento clandestino non seppe organizzarsi e finì con il frantumarsi in piccole fazioni. Fu in questo periodo che i Viet Minh acquisirono grande influenza sul Khmer Issarak.

#### Laos
I ribelli laotiani del Lao Issara destituirono il re il 12 ottobre e promulgarono la Costituzione provvisoria che istituiva la Repubblica del Pathet Lao. Il principe Souphanouvong, noto per le sue simpatie verso i comunisti, venne nominato ministro degli Esteri e capo dell'esercito, e siglò un'alleanza militare con i Viet Minh. Ma il Pathet Lao era nato su basi instabili, con profonde divergenze al suo interno e soprattutto senza fondi sufficienti. Con i francesi occupati a soffocare la ribellione in Vietnam, i laotiani conservarono l'indipendenza fino al marzo 1946, ma il ritorno delle truppe coloniali costrinse i vertici di Lao Issara a fuggire in Thailandia. Il vecchio sovrano Sisavang Vong tornò al potere con l'aiuto dei francesi, dichiarò nulli tutti gli atti emanati dall'occupazione giapponese in poi ed accettò l'istituzione del Regno del Laos, una monarchia costituzionale sotto protettorato francese.
Il governo del Lao Issara si riformò in esilio in Thailandia, dove la locale diplomazia guidata nell'immediato dopoguerra dal progressista Pridi Banomyong appoggiava i movimenti rivoluzionari del sudest asiatico. In seguito vi fu una spaccatura, l'ala neutralista ottenne il perdono del sovrano e rientrò in Patria, mentre i radicali si unirono ai Viet Minh vietnamiti. La frattura tra indipendentisti/comunisti e filo-occidentali si sarebbe accentuata negli anni successivi fino a sfociare nel 1953 nella guerra civile laotiana.

#### Vietnam
Il 16 agosto, il comando militare giapponese in Vietnam consegnò il potere alle autorità di Hanoi, che il giorno dopo furono deposte dalle forze Viet Minh. Quello stesso giorno, il Congresso Viet Minh diede il via alla rivoluzione di agosto. A capo del nuovo Comitato di Liberazione Nazionale fu posto Ho Chi Minh. La mattina seguente fu proclamato a una folla di 200.000 cittadini ad Hanoi l'inizio della rivolta che nel giro di pochi giorni trionfò in tutte le principali città del Paese. Il 28 agosto Ho Chi Minh annunciò la formazione del governo provvisorio nazionale e il 2 settembre proclamò ad Hanoi davanti a mezzo milione di vietnamiti l'indipendenza della Repubblica Democratica del Vietnam, chiudendo il discorso con un appello alle forze Alleate, vittoriose nel conflitto mondiale, di riconoscere l'indipendenza vietnamita.
In conformità con gli accordi siglati a luglio tra le forze alleate alla Conferenza di Potsdam, un esercito di 180.000 cinesi del Kuomintang di Chiang Kai-shek entrarono in Vietnam a inizio settembre per disarmare i giapponesi. Ho Chi Minh ordinò di evitare scontri armati e ne approfittarono i nazionalisti vietnamiti, appoggiati dai cinesi, che ottennero di entrare in un governo di coalizione. Furono fissate elezioni generali per gennaio, per le quali 70 dei 350 seggi sarebbero spettati ai nazionalisti, e gli altri a chi veniva eletto, compresi gli stessi nazionalisti.
I colonialisti francesi che nel sud furono liberati dalle carceri dai britannici, avevano intanto occupato Saigon e si erano mossi poi verso il delta del Mekong, dove i ribelli comunisti erano stati costretti a rifugiarsi nelle aree più remote. Alle elezioni di gennaio ad Hanoi vi fu il trionfo dei Viet Minh, ma l'imminente arrivo a nord di truppe francesi, previsto per marzo, costrinse Ho a negoziare. L'accordo stabilì l'accettazione degli europei del nuovo Stato vietnamita, a cui fu concesso di avere il proprio esercito, organi legislativi e potere sulle finanze, in cambio i vietnamiti dovettero concedere il dispiegamento di forze armate francesi nel nord e riconoscere di far parte dell'Unione francese, il nuovo organismo coloniale globale che sostituì quelli locali precedenti, tra i quali l'Indocina francese.
Nel 1946, Ho Chi Minh cercò invano una mediazione tra i francesi e l'ala più intransigente del partito, ma la situazione precipitò verso fine anno. I frequenti scontri che si verificarono tra le forze indipendentiste e quelle coloniali ad Haiphong, furono puniti dai francesi con il bombardamento della città in novembre, che causò una perdita di vite umane stimata tra le 6.000 e le 20.000. Nel centro e nel nord del Paese i contingenti francesi furono rinforzati con l'arrivo di 10.000 soldati della legione straniera e i patrioti vietnamiti si prepararono alla guerra. Il 19 dicembre, alla richiesta dei francesi di consegnare le armi e il controllo di Hanoi, i vietnamiti risposero attaccando la centrale elettrica cittadina e postazioni francesi.

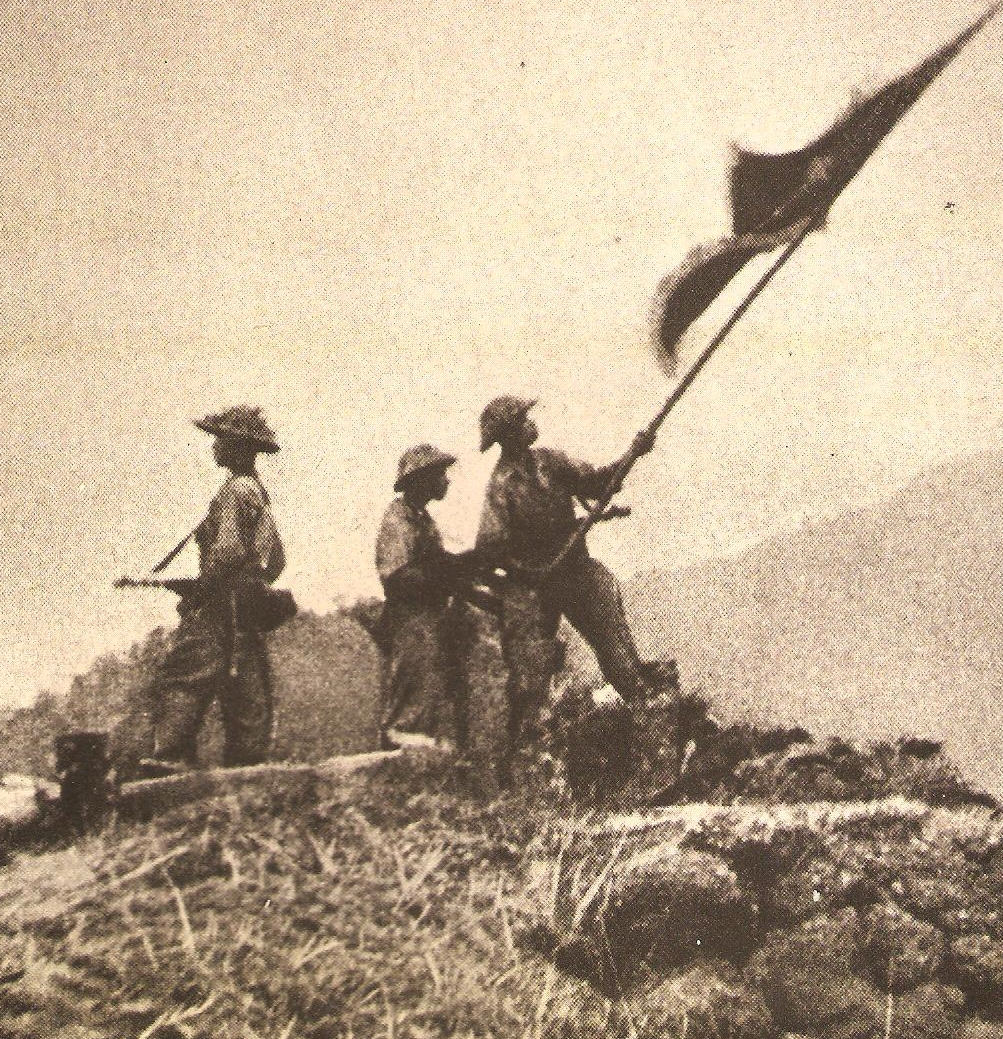
La vittoria dei Viet Minh a Dien Bien Phu.

#### Guerra d'Indocina
Fu l'inizio della guerra d'Indocina, nella quale i Viet Minh si avvalsero di aiuti molto sostanziosi provenienti dalla Cina (tra il maggio e il settembre 1950 si addestrarono in Cina guerriglieri Viet Minh). Per assicurarsi un assetto del territorio che garantisse insieme il potere della madrepatria e il consenso dei nazionalisti più moderati, la Francia creò due regimi satelliti: la Repubblica di Cocincina con a capo Nguyen Van Xuan (di orientamento filofrancese) e il Vietnam vero e proprio guidato dall'imperatore Bảo Đại. Pur riconoscendo formalmente l'indipendenza di questi territori, il governo francese vi continuò a tenere il controllo dell'esercito, delle finanze e della politica estera. La guerra si concluse nel 1954 con la battaglia di Dien Bien Phu, che ebbe fine il 7 maggio quando la bandiera rossa dei vincitori Viet Minh fu issata sul bunker di Dien Bien Phu.

#### Conferenza di pace di Ginevra
Lo stesso giorno a Ginevra le delegazioni di nove Paesi si incontravano: erano presenti Francia, Gran Bretagna, Cina, Stati Uniti, Unione Sovietica, il Laos, la Cambogia, e i rappresentanti del Viet Minh e del regime dell'imperatore vietnamita Bảo Đại. Le trattative procedettero con lentezza, mentre la guerra continuava e i guerriglieri conquistavano nuove posizioni avanzando verso il sud del Vietnam. La svolta avvenne solo dopo che a Parigi a metà luglio fu nominato primo ministro Pierre Mendès France, che trovò un'intesa con il ministro degli Esteri cinese Zhou Enlai con tre obiettivi:
- trovare un accordo che togliesse ogni pretesto di intervenire alla Cina;
- frammentare il Sudest asiatico in modo da influenzare la vita dei singoli Stati, secondo una tradizione consolidata della politica estera di Pechino;
- dimostrare moderazione nel sostegno ai Viet Minh, legittimando il governo comunista cinese agli occhi dei Paesi non allineati dell'Asia.

Sulla base di questi postulati maturava la decisione di dividere il Vietnam in due stati, fissando la linea di confine sul 17º parallelo: il Viet Minh avrebbe governato la parte settentrionale, mentre nella parte meridionale sarebbe rimasto al potere il regime di Bảo Đại e del suo nuovo primo ministro, Ngo Dinh Diem. Entro due anni una consultazione elettorale avrebbe deciso il destino dei due Paesi.
Il 12 luglio 1954, dopo nove anni di guerra, si concludeva anche formalmente la guerra d'Indocina, si arrivava alla firma del cessate il fuoco e al nuovo assetto dell'intera regione: Vietnam del Nord (con capitale Hanoi), Vietnam del Sud (con capitale Saigon), Laos e Cambogia erano riconosciuti Stati indipendenti e sovrani e il dominio coloniale francese in Indocina aveva ufficialmente termine.
L'accordo deludeva sia il Vietminh, che nel negoziato guadagnava meno di quanto avesse conquistato in combattimento, sia il regime di Bảo Đại, che guardava con preoccupazione al disimpegno francese, ma la logica delle grandi potenze aveva la forza dei condizionamenti politici e militari. Nonostante questo accordo, le ultime truppe francesi si ritirarono dall'Indocina solo nell'aprile 1955.

## Statuti
La creazione dell'Indocina francese, più precisamente Unione indocinese, risale al 1887. All'interno di questa entità, il protettorato del Laos ebbe un regime misto, quello della Cambogia fu retto da una monarchia sotto tutela francese, mentre i territori vietnamiti furono suddivisi in quattro protettorati distinti:
- a nord il Tonchino (dal vietnamita Đông Kinh, « capitale dell'Est »), regime misto;
- al centro l'Annam (« Sud pacificato », uno dei nomi del Vietnam sotto l'occupazione cinese), protettorato;
- a sud la Cocincina (deformazione di Giao Chi, uno dei nomi del Vietnam sotto dominazione cinese);
- a nord-ovest i Pays Thaï (che raccoglieva gruppi etnici insediati nelle zone montane e facenti parti dei popoli tai, buona parte dei quali sono stati nel XX secolo riuniti dal governo vietnamita nel gruppo dei thái.

## Popolazione
Nell'Indocina francese le etnie việt, khmer e lao erano le maggioritarie rispettivamente nei territori vietnamiti, cambogiani e laotiani. Le minoranze etniche muong, tay, cham, rhade, jarai erano presenti principalmente nelle zone montane. La popolazione totale era di circa 12 milioni di abitanti alla fine del XIX secolo, 16,4 milioni nel 1913. Più del 95% della popolazione era rurale e ciò rendeva difficili stime e censimenti.
La popolazione coloniale francese fu al massimo di 34 000 individui nel 1940. Contrariamente all'Algeria (un milione di europei contro i 9 milioni di algerini nel 1954), all'inizio dell'occupazione francese l'Indocina fu solo una colonia di popolamento, ma si trasformò presto in una colonia di sfruttamento economico in ragione della presenza di numerose risorse naturali che arricchirono la Francia.

## Economia

### Introduzione
Lo sfruttamento coloniale dell'Indocina fu concentrato sulle ingenti risorse di natura economica. Il generale Pasquier affermò: «Bisogna che i profitti dell'Indocina ritornino ai francesi». Si prelevarono imposte fondiarie, capitazioni, tasse locali e l'amministrazione francese si assicurò il monopolio dei commerci dell'oppio, del sale e dell'alcool di riso. Questo monopolio costituiva il 44% negli introiti nel 1920, e il 20% nel 1930. La Banca di Indocina, istituto privato francese fondato nel 1875, controllò l'insieme dell'economia vietnamita e dispose del monopolio del conio della piastra indocinese. L'Indocina fu, dopo l'Algeria, la colonia che ricevette i maggiori investimenti francesi (6,7 miliardi di franchi - o nel 1940). Nel corso degli anni trenta furono diverse le risorse naturali sfruttate nei protettorati dell'Indocina francese; in Cambogia il riso e il pepe, in Vietnam si produceva grandi quantità di te, riso, carbone, pepe, lattice, zinco e stagno, mentre il Laos era il solo Paese dell'Indocina a non avere grandi risorse economiche. Fu considerato soprattutto uno Stato cuscinetto ed il personale coloniale francese fu sempre limitato.

### Mercato del caucciù
Nella storia della presenza francese in Indocina, la coltura dell'albero della gomma (hevea brasiliensis) ebbe un posto di rilievo. Grazie ai ricchi proventi che garantiva, il caucciù divenne simbolo di quanto fosse redditizia la colonizzazione della regione. Fu motivo di orgoglio per i proprietari delle piantagioni veder indietreggiare una natura giudicata ostile a vantaggio di una cultura ben ordinata e al servizio del progresso industriale.
Le prime grandi piantagioni apparirono all'inizio del secolo XX nelle zone meridionali dell'Indocina francese, dapprima in prossimità dei grandi centri abitati, poi nelle «terre rosse», più ricche ma anche più lontane, meno popolate, che esigevano maggior lavoro, maggiori capitali e che ponevano il problema del reclutamento della manodopera. Il bisogno crescente di caucciù per gli pneumatici di biciclette e poi per le automobili, ma soprattutto l'annuncio che nel 1906 le piantagioni di gomma di Belland, commissario centrale della sicurezza di Saigon, gli avevano fruttato 100.000 franchi di guadagni, provocarono l'afflusso di ingenti capitali e nuove grandi aziende investirono nel settore. La Michelin iniziò ad investire nella zona verso il 1925. Per aumentare la produttività delle piantagioni, i francesi promossero ricerche agronomiche.
Il vero boom del caucciù indocinese risale agli anni venti, dopo che la terra era stata dissodata e gli alberi avevano iniziato a produrre. Le esportazioni di caucciù diventarono considerevoli, grazie anche agli aumenti dei prezzi della gomma sul mercato mondiale tra il 1925 e il 1926, e in quel periodo arrivarono in Indocina nuovi massicci capitali dalla Francia. Grazie ai capitali guadagnati, i proprietari delle piantagioni moltiplicarono gli spazi coltivati a hevea. Il mercato mondiale conobbe delle oscillazioni brusche con l'inizio della crisi e il calo di domanda dei più grandi consumatori mondiali, gli stati Uniti in particolare. A partire dal 1930, la tratta di caucciù scese al di sotto di quella del 1922, e il governo coloniale intervenne accordando incentivi, prestiti e proteggendo gli interessi delle società francesi dalla regolamentazione internazionale del mercato imposta a partire dal 1934. La Banca di Indocina intervenne con dei prestiti e divenne a volte padrona delle piantagioni.
Passato il periodo peggiore della grande depressione che seguì il crollo di Wall Street del 1929, la coltura in Indocina prese nuovo slancio con nuovi investimenti e uno sfruttamento intensivo del terreno. Nel 1939, l'Indocina esportava una quantità di caucciù otto volte maggiore di quella esportata quindici anni prima; ciò rappresentava un quarto delle esportazioni della penisola, mentre erano meno del 5% nel 1924. A partire dal 1941 i dissesti provocati dall'invasione giapponese e in seguito dalla guerra d'Indocina, compromisero ma non arrestarono produzione ed esportazioni. Nel frattempo l'avvenire del caucciù naturale sembrava compromesso dal ricorso crescente al caucciù “rigenerato” fabbricato sia con articoli riciclati che in maniera sintetica. Questi procedimenti furono utilizzati nel dopoguerra dagli Stati Uniti, che furono comunque obbligati, durante il periodo della guerra fredda, a non sconvolgere l'economia del sud-est asiatico e a continuare ad approvvigionarsi di caucciù di piantagione.

### Condizioni di vita dei lavoratori della gomma
Il caucciù divenne anche il simbolo del rifiuto della dominazione francese, espresso dagli operai delle piantagioni a partire dagli anni 1930. Durante la colonizzazione, i francesi diedero molto lavoro alla manodopera vietnamita e cambogiana ma imposero ritmi e condizioni di lavoro massacranti, come fu denunciato nel 1932 dalla giornalista e femminista francese Andrée Viollis al ritorno da una visita in Indocina:
(Andrée Viollis, Indochine SOS, nouvelle édition, Les éditeurs français réunis, 1949, p. 115-116)